# Lilii Borea
Lilii Borea eller 39 Arietis, som är stjärnans Flamsteed-beteckning, är en ensam stjärna belägen i den norra delen av stjärnbilden Väduren. Den har en skenbar magnitud på ca 4,51 och är svagt synlig för blotta ögat där ljusföroreningar ej förekommer. Baserat på parallaxmätning inom Hipparcosuppdraget på ca 19,0 mas, beräknas den befinna sig på ett avstånd på ca 172 ljusår (ca 53 parsek) från solen. Den rör sig närmare solen med en heliocentrisk radialhastighet av ca -16 km/s.

## Nomenklatur
Det var den franske astronomen Nicolas-Louis de Lacaille som 1757 uppkallade stjärnan Lilii Borea som stjärna i den gamla stjärnbilden Lilium. Līliī Boreā är helt enkelt latin för ”i norra Lilium”. Līliī Austrīnā, “I södra Lilium” var stjärnan 41 Arietis.
År 2015-2017 organiserade Internationella astronomiska unionen en arbetsgrupp för stjärnnamn (WGSN) med uppgift att katalogisera och standardisera namn för stjärnor. WGSN fastställde namnet Lilii Borea för 39 Arietis den 5 september 2017 och detta finns nu i IAU:s Catalog of Starname.

## Egenskaper

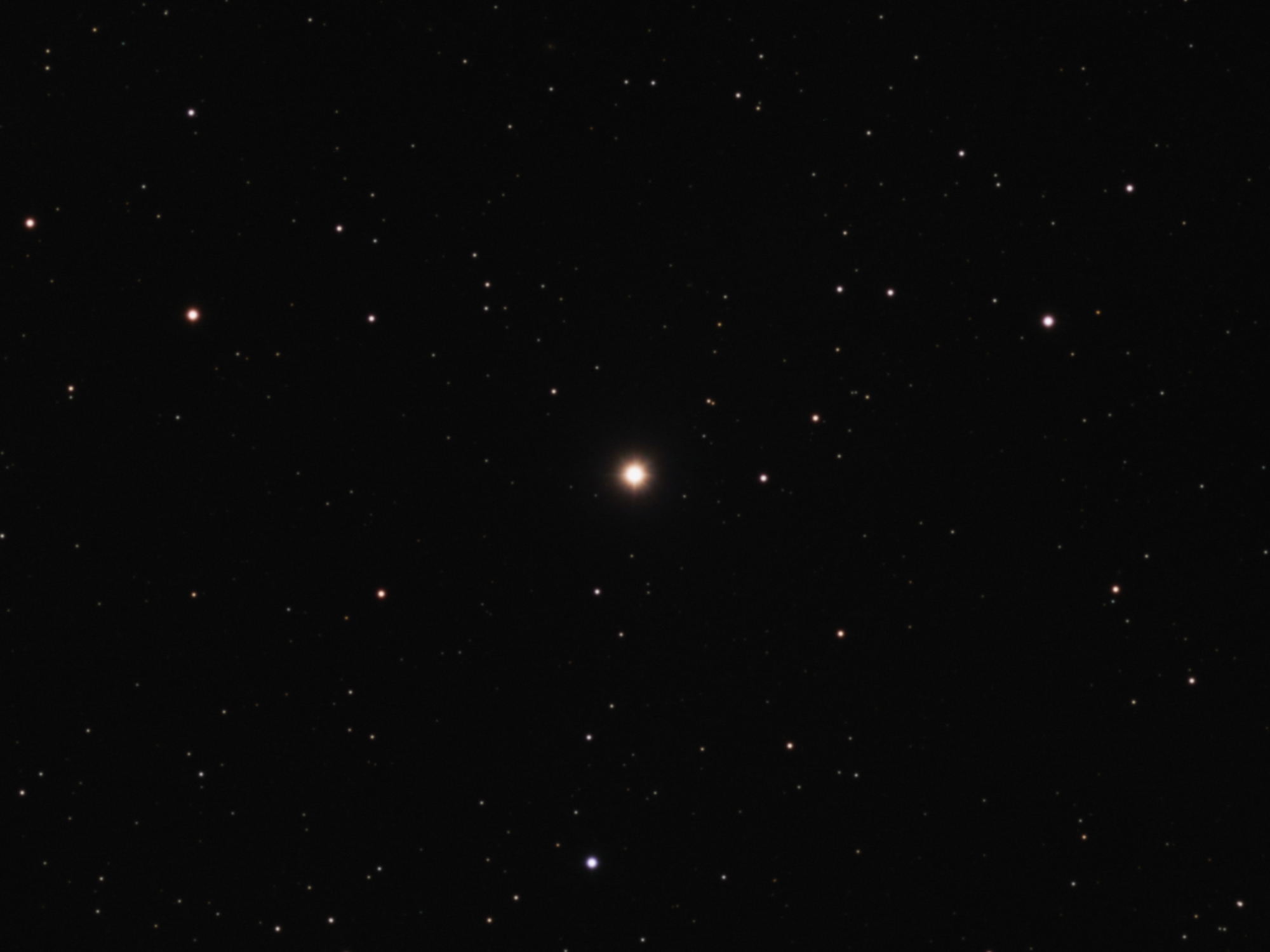
39 Arietis i optiskt ljus.

39 Arietis är en orange jättestjärna av spektralklass K1.5 III. Den har en massa som är ca 1,6 solmassor, en radie som är ca 11 solradier och utsänder ca 56 gånger mera energi än solen från dess fotosfär vid en effektiv temperatur av ca 4 600 K.